# Veranika Ivanova
Veronika Ivanova (in bielorusso Вераніка Іванова?; 24 settembre 1996) è una lottatrice bielorussa, specializzata nella lotta libera.

## Palmarès
- Europei

Kaspisk 2018: bronzo nei 62 kg.
Varsavia 2021: bronzo nei 62 kg.
- Giochi europei

Baku 2015: bronzo nei 60 kg.